# Оскар, Анна
Анна Оскар (швед. Anna Oscàr, полное имя Anna Dorothea Oscàr, урождённая Thulin; 1875—1915) — шведская оперная певица (сопрано).

## Биография
Родилась 29 апреля 1875 года в Стокгольме в семье Свена Туфвессона Тулина и его жены Катарины Каролины Андерсдоттер Салин, у которых было портняжное ателье. Анна была единственной из четырёх своих братьев и сестер, доживших до взрослого возраста.
Её музыкальный талант проявился в раннем возрасте, и подростком она стала ученицей известного и опытного преподавателя пения Исидора Даннстрёма. Продолжая своё художественное образование, Анна брала уроки сценического движения у Сигне Хеббе. Также некоторое время она обучалась балету, что пригодились ей в будущем для определённых оперных ролей.
Дебютировала на сцене Королевской оперы в Стокгольме шестнадцать лет в роли Папагено в "Волшебной флейте. В этом театре у Оскар было ещё несколько ролей, среди которых Герда в «Den bergtagna», Анна в «Värmlänningarna» и одна из девушек в «Вольном стрелке». Но, не получив предложения о постоянной работе, Оскар оказалась в оперной труппе Августа Линдберга и работала в гётеборгском Stora Teatern в 1892 году, а затем в стокгольмском Vasateatern в 1893—1894 годах. В Гётеборге она исполняла крупные драматические роли, такие как Зибель в «Фаусте» Шарля Гуно. Её репертуар в Vasateatern состоял в основном из весёлых оперетт и мюзиклов. Также она пела в эти годы на сценах Осло и Копенгагена.
В 1895 году Анна Оскар снова работала в Королевской опере и играла на её сцене до конца жизни. В числе её ролей: Гретель в опере «Гензель и Гретель», Зибель в «Фаусте» и Недда в «Паяцах», заглавная роль в опере «Миньон», Анхен в «Вольном стрелке», Фатима в «Обероне», Памина в «Волшебной флейте», Церлина в «Дон Жуане», Сусанна в «Свадьбе Фигаро» и Мари в «Дочери полка». Около сорока её партий были записаны на граммофон, как соло, так и в дуэте с другими певцами.

Певцы Королевской оперы: Анна Оскар в центре, Мартин Оскар справа

В 1900—1905 годах певица была замужем за страховым клерком Карлом Улофом Теодором Хеллстрёмом и выступала под фамилией Хеллстрём. После развода, в 1907 году, она вышла замуж за оперного певца Мартина Оскара (баритон). Летом 1903, 1906 и 1909 годов она вместе с Йоном Форселлем и Мартином Оскаром гастролировала по городам шведских эмигрантов в Северной Америке и дала успешные концерты в Чикаго, Миннеаполисе и Карнеги-холле в Нью-Йорке.
В 1902 году Анна Оскар была удостоена награды Litteris et Artibus, 30 марта 1908 года была избрана в Королевскую музыкальную академию (членом № 521).
Умерла 19 сентября 1915 года в Стокгольме. Была похоронена на городском кладбище Норра бегравнингсплатсен.